# Eduardo Navarro Gonzalvo

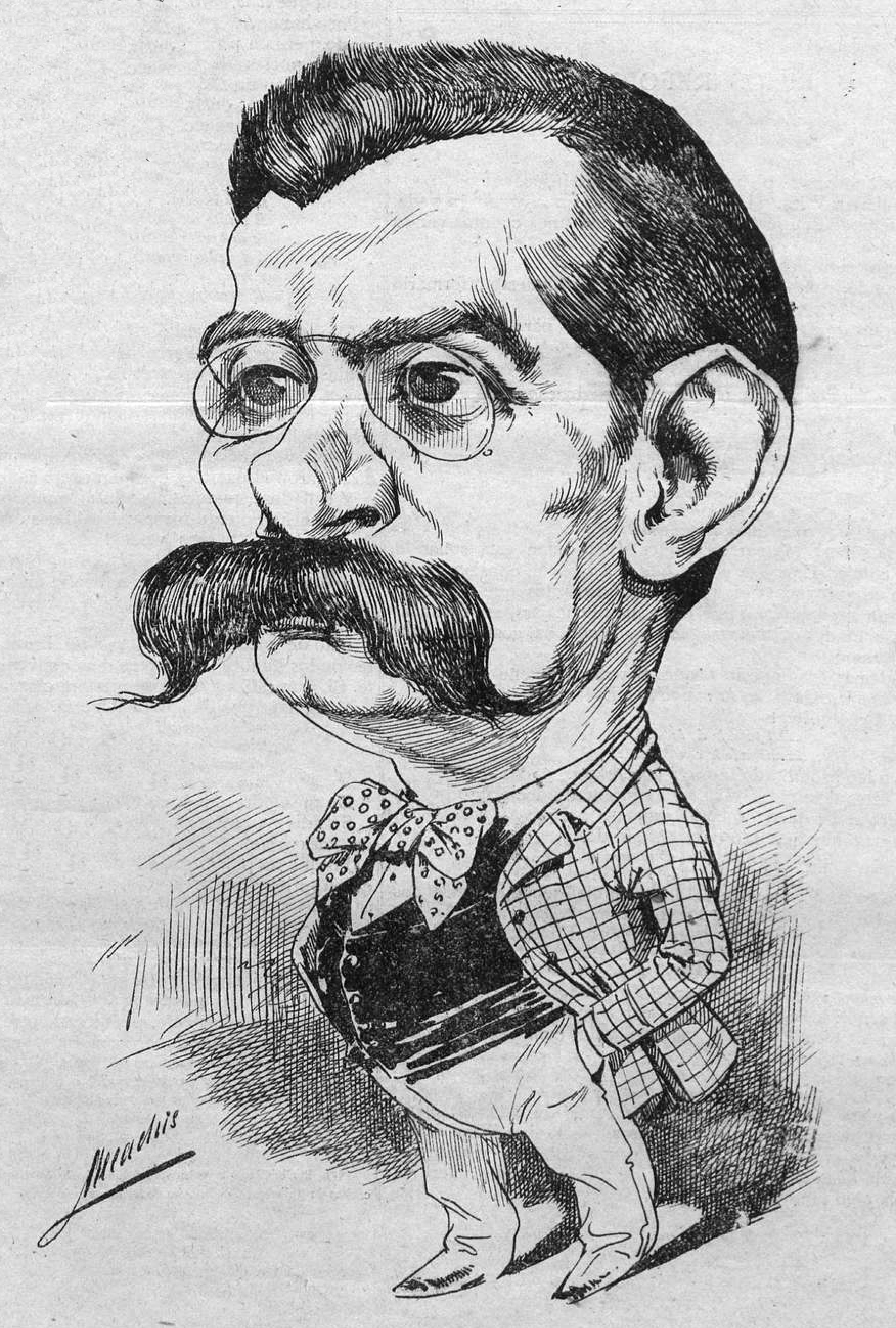
Eduardo Navarro Gonzalvo.

Eduardo Navarro Gonzalvo, född 1846 i Valencia, död där 1902, var en spansk dramatiker.
Navarro Gonzalvo tog filosofie doktorsgrad i sin hemstad, varefter han begav sig till Madrid, där han till en början verkade som journalist i den republikanska pressen. Snart ägnade han sig emellertid uteslutande åt dramatiskt författarskap, övervägande på den politiska farsens område. Av Navarro Gonzalvos dramatiska arbeten, som spelades på de flesta Madridscener, mottogs Los bandos de Villafrita, som uppfördes 394 gånger i rad, med det största bifallet. Av hans övriga teaterstycken, som uppgår till över hundratalet, kan nämnas La institutriz, La cruz de plata, Sataniel, Dos horas de angustia, La señora de Matuti, Las iniciales, La bayadera, La hechicera, La merienda (1894), Una crisis (1895) och La feria de Villaplacida. 